# Janet Evans
Janet Evans, född den 28 augusti 1971, är en amerikansk före detta simmare som tillhörde världseliten i frisim från slutet av 1980-talet till 1996. 

## Olympiska meriter
Evans deltog totalt i tre olympiska spel. Hennes första var OS 1988 i Seoul där hon vann hela tre olympiska guld på 400 och 800 meter frisim samt 400 meter medley. Vid OS 1992 i Barcelona lyckades hon försvara sitt olympiska guld på 800 meter frisim. På den halva distansen 400 meter frisim slutade hon tvåa efter tyskan Dagmar Hase.
Evans tredje olympiska spel var OS 1996 i Atlanta där hon inte lyckades särskilt bra i bassängen - som bäst en sjätte plats på 800 meter. Däremot fick hon äran att under invigningen lämna över den olympiska elden till Muhammad Ali.

## Meriter från världsmästerskap
Evans hade stora framgångar vid världsmästerskapen på långbana 1991 i Perth där hon vann guld på både 400 meter och 800 meter. Dessutom slutade hon tvåa på 200 meter slagen med 19 hundradelar av australiskan Hayley Lewis. Vid VM 1994 på långbana försvarade hon sitt guld på 800 meter.
Evans var även med vid det första världsmästerskapet på kortbana 1993 där hon vann guld på både 400 och 800 meter frisim.

## Övriga utmärkelser
Evans har tre gånger utsetts till världens bästa simmare, åren 1987, 1989 och 1990 (fyra gånger om man tar med år 1988, då utmärkelsen först gick till Kristin Otto, men senare drogs tillbaka för att istället gå till Evans). Dessutom blev hon fem gånger utsedd till Amerikas bästa simmare, 1987-1991. 

## Världsrekord
Evans har flera gånger satt världsrekord i simning och flera av hennes rekord blev mycket långlivade. Dels slog hon 1987 världsrekordet på 400 meter frisim på långbana, ett världsrekord som hon hade i 19 år tills Laure Manaudou slog det. 
Evans noterade även världsrekord på 800 meter 1988 när hon simmade på 8.17,12 en tid hon förbättrade 1989 när hon simmade på 8.16,22. Den tiden slogs 16 augusti 2008 av Rebecca Adlington som simmade sträckan på 8:14.10.
På 1 500 meter på långbana blev hon den första kvinnan att simma distansen under 16 minuter. Hon satte världsrekordet på distansen 1987 och blev av med rekordet 20 år senare när Kate Ziegler slog det.

### Fotnoter
1. ↑  Internet Movie Database, IMDb-ID: nm1020466co0047972, läst: 17 oktober 2015.[källa från Wikidata]
2. ↑  läs online, www.collegiatewomensportsawards.com .[källa från Wikidata]
3. ↑  ”Janet Evans Bio, Stats, and Results - Olympics at Sports.reference.com”. sportsreference.com. Sportsreference. Arkiverad från originalet den 19 oktober 2012. https://web.archive.org/web/20121019225430/http://www.sports-reference.com/olympics/athletes/ev/janet-evans-1.html. Läst 7 oktober 2015.
4. ↑  ”Arkiverade kopian”. Arkiverad från originalet den 24 augusti 2015. https://web.archive.org/web/20150824021342/http://www.fina.org/H2O/docs/histofina/swimming_50m.pdf. Läst 21 augusti 2015. HistoFINA - SWIMMING MEDALLISTS AND STATISTICS AT FINA WORLD CHAMPIONSHIPS (50M) (engelska)